# Апаресидо Родригес, Сезар
Сезар Апаресидо Родригес (порт. César Aparecido Rodrigues; род. 24 октября 1974, Сан-Паулу) — бразильский футболист, выступавший на позиции полузащитника. В настоящее время тренер молодёжной команды «Лацио».

## Карьера

### Клубная
Сезар начал свою карьеру в клубе «Жувентус» из Сан-Паулу. В 1994 году его команда вышла в высшую лигу штата, президент клуба премировал команду 100 000 долларов, однако деньги были украдены в результате вооруженного нападения. По итогам расследования было выявлено, что Сезар был соучастником грабителей, передав им информацию о времени и месте доставки денег. Он был приговорен к 5 годам и 4 месяцам заключения. В 1998 году Сезар был освобожден, он возвратился в футбол благодаря «Сан-Каэтано», который подписал с ним годичный контракт и отдал в аренду в клуб «Униан Барбаренсе».
Возвратившись в 1998 в «Сан-Каэтано» Сезар сразу же стал ключевым игроком команды и получил капитанскую повязку.
Летом 2001 Сезар перешёл в итальянский «Лацио».
В январе 2006 после долгих переговоров Сезар был отдан в аренду в «Интер». летом 2006 контракт Сезара с «Лацио» закончился, и он присоединился к «Интеру» на постоянной основе. Однако сразу же бразилец был отдан в аренду в «Коринтианс».
В декабре 2006, по окончании сезона в Бразилии Сезар выразил желание возвратиться в Италию, и 25 января 2007 был арендован «Ливорно». 11 февраля 2007 Сезар провел свой первый матч в серии А, который как раз пришёлся на встречу с «Интером».
Сезон 2007/08 после возвращения из аренды для бразильца начинался удачно, он регулярно выходил в стартовом составе. Однако затем он перестал попадать в состав, и во второй половине чемпионата провел лишь один матч против «Торино», в котором сыграл довольно блекло и был заменен в перерыве.
Летом 2008 года истек срок его контракта с «Интером», и Сезар оставался без клуба до 18 ноября 2008, когда он присоединился к «Болонье».
9 октября 2009 Сезар подписал контракт с клубом итальянского третьего дивизиона «Пешина», в котором и завершил карьеру по окончании сезона.

### Международная
Дебютировал за сборную Бразилии, выйдя на замену 28 марта 2001 года в матче отборочного турнира к чемпионату мира 2002 против Эквадора, который его команда проиграла 0-1. 25 апреля того же года провел полностью матч против сборной Перу. После 2001 года Сезар к играм сборной не привлекался.

## Достижения
«Лацио»
- Обладатель Кубка Италии: 2003/04

 «Интер»
- Чемпион Италии: 2005/06, 2007/08
- Обладатель Кубка Италии: 2005/06